# 安全帽

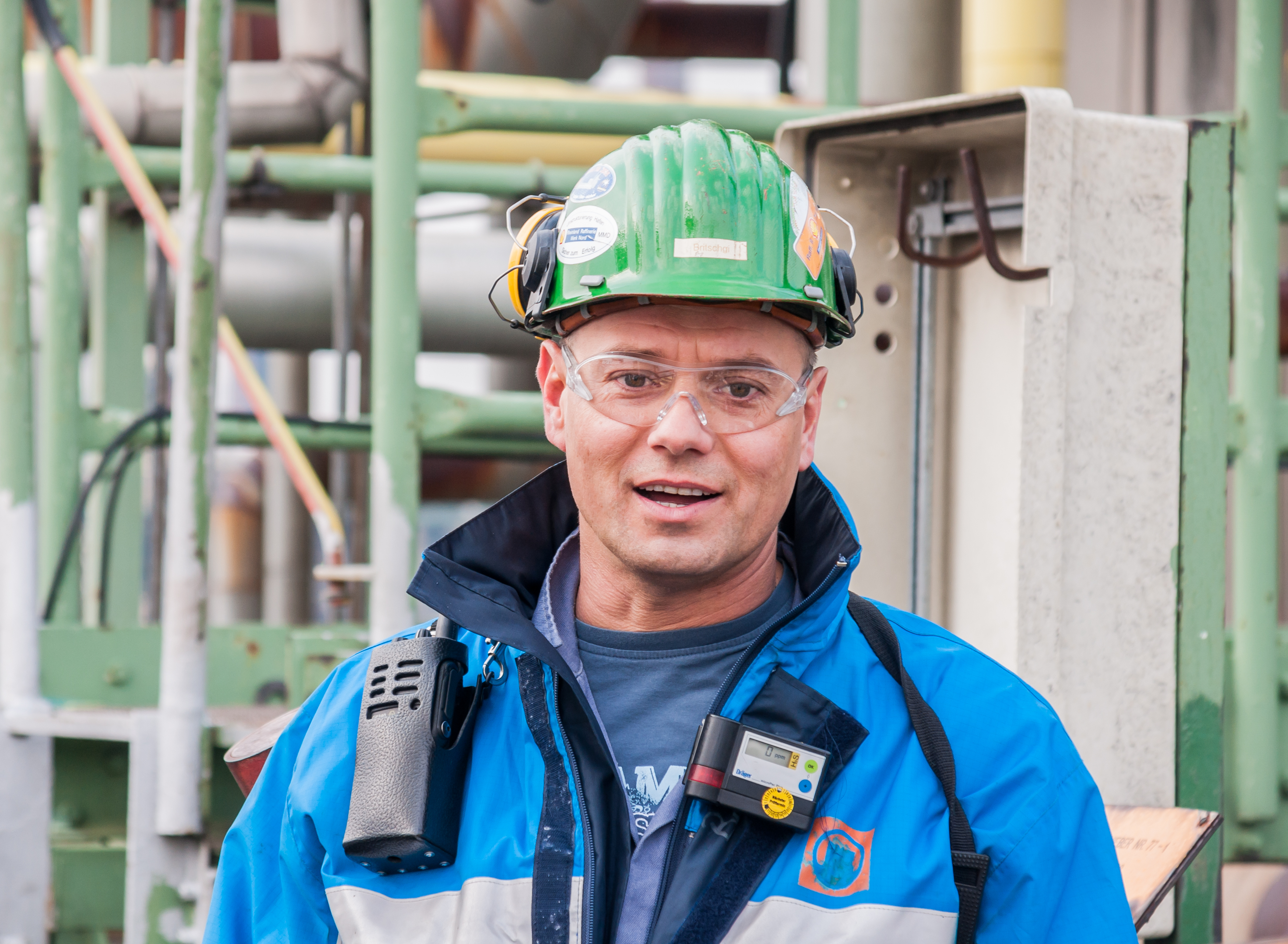
熱塑型塑膠的安全帽

安全帽（Hard hat）是專門在工廠或是工地使用的頭盔，目的是保護頭部，不會受到物體落下、和物體碰撞、碎片碰撞或是電擊的傷害。安全帽內有結構分散安全帽的重量，也分散物體碰撞時的衝擊力，其結構也會讓安全帽的殼層和頭部維持約3公分的距離，讓衝擊力不會直接影響頭部。有些安全帽在中線部份也會有強化肋以增加其衝擊阻力。攀岩安全帽也有類似的功能及設計。
防衝撞安全帽（bump cap）是較簡便的安全帽，以護墊為其緩衝結構，也有下巴的扣帶。防衝撞安全帽用在有可能有異物落下的場合，不過防衝擊的能力較低，若有小工具從數層樓的高度落下。用防衝撞安全帽無法保護頭部的安全。

## 設計
因為安全帽的目的是保護頭部免於衝擊，一般會用有延展性的材料製成，一開始是使用金屬，之後使用電木複合材料、玻璃钢，1950年代之後是用模製的热塑性塑料。
有些現代的安全帽會有捲邊，其作用類似雨水側溝，讓雨水可以流到安全帽前面，從安全帽前面流下，而不會流到穿戴者的脖子裡。也有設計類似牛仔帽的寬邊安全帽，不過有些組織不允許使用這種安全帽。
組織提供的安全帽會在前面標示姓名、組織標誌等訊息。

## 圖例

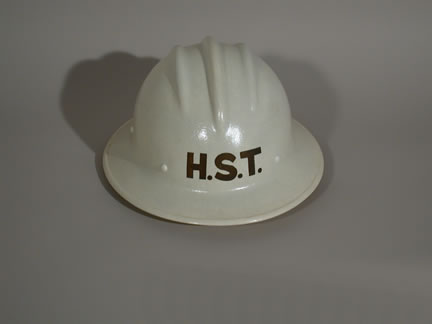
寬帽緣的安全帽
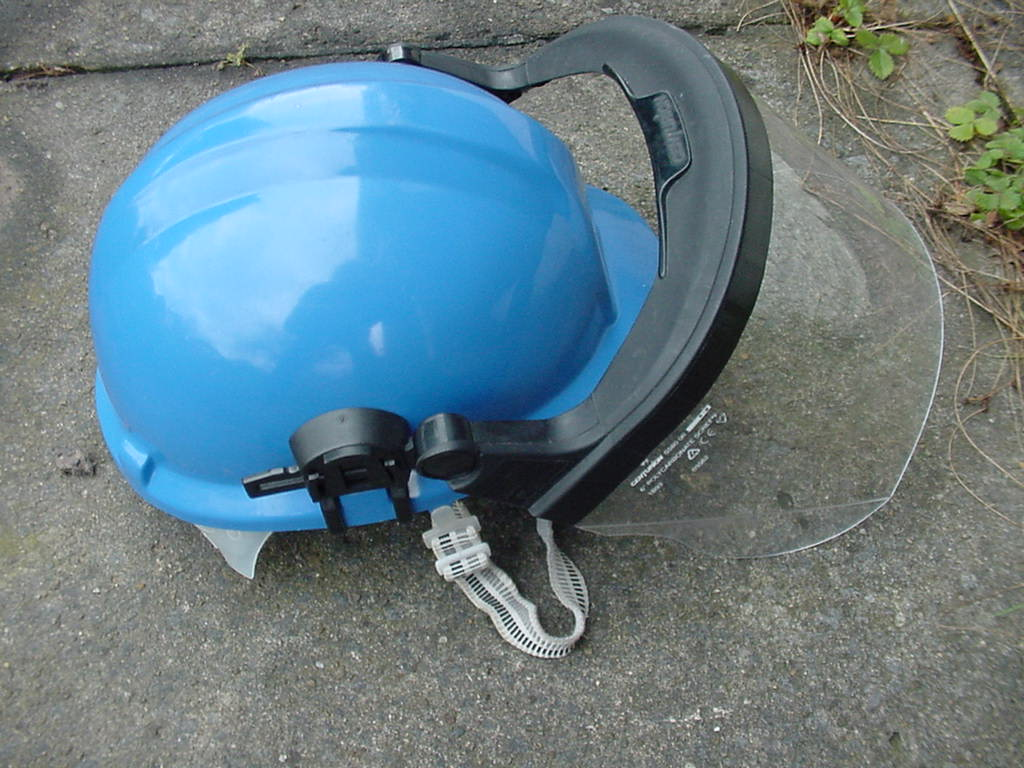
棒球帽型的安全帽，有遮陽帽舌（英语：visor）及下巴固定帶
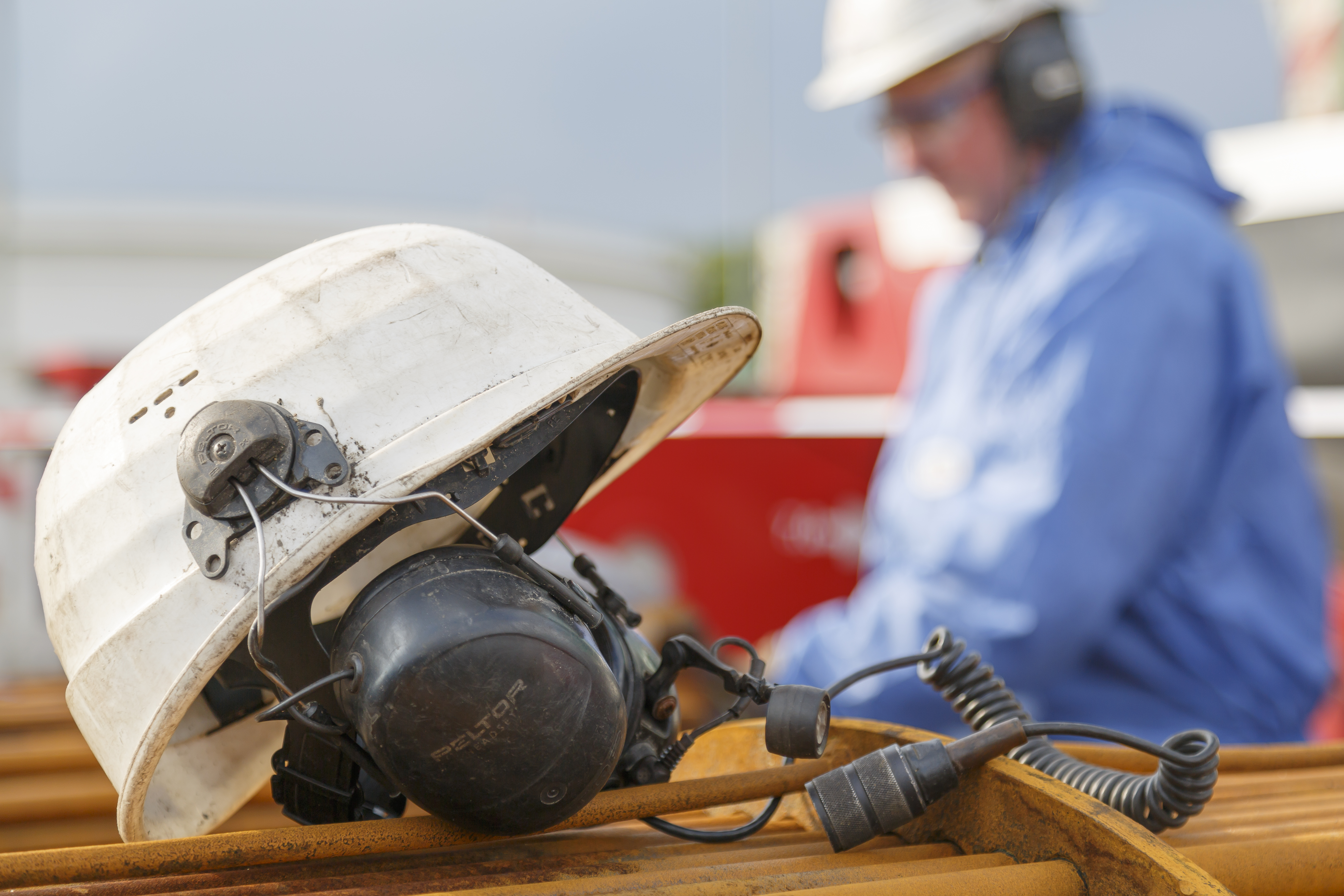
有耳機的安全帽
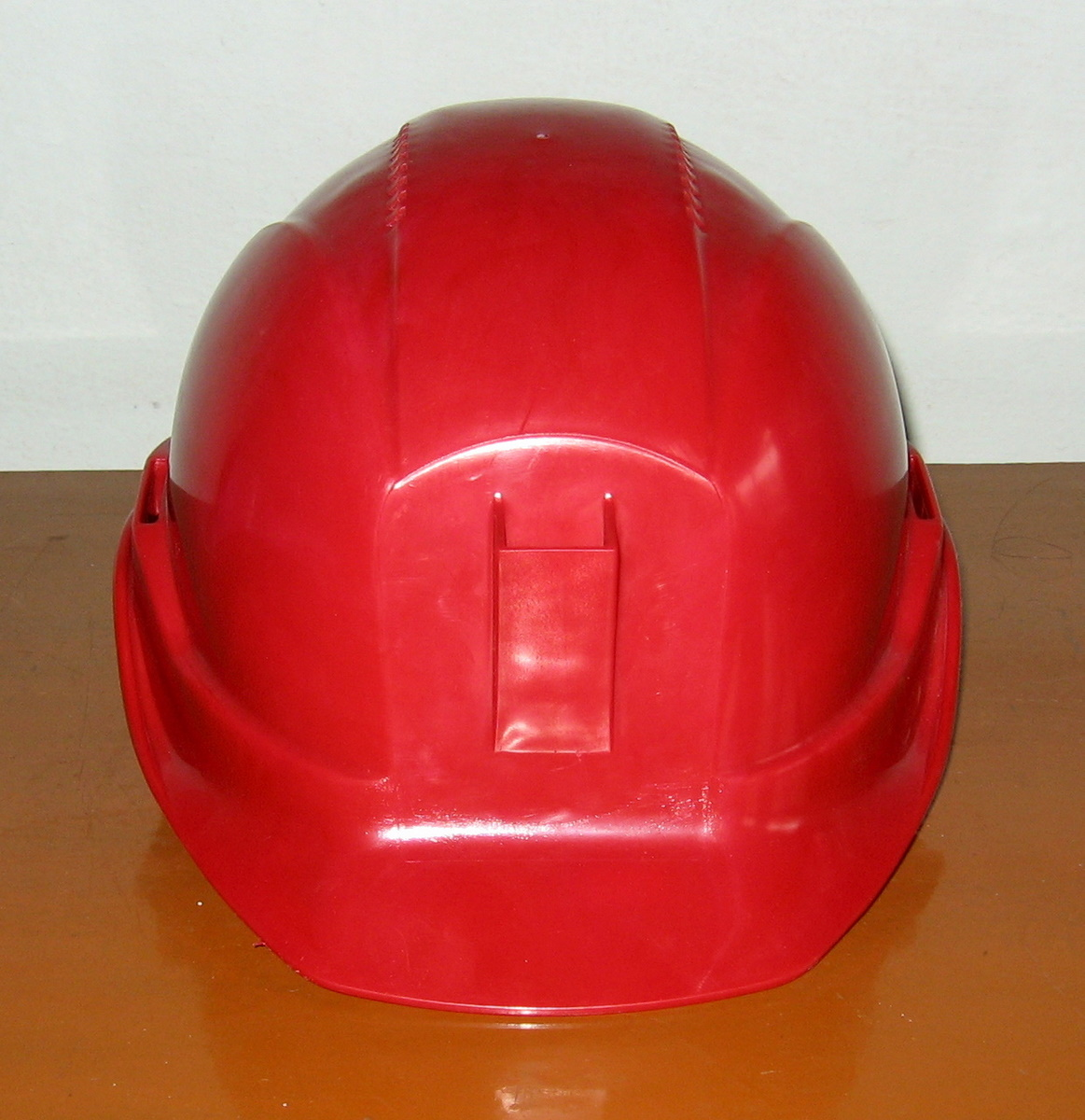
帶燈座的安全帽
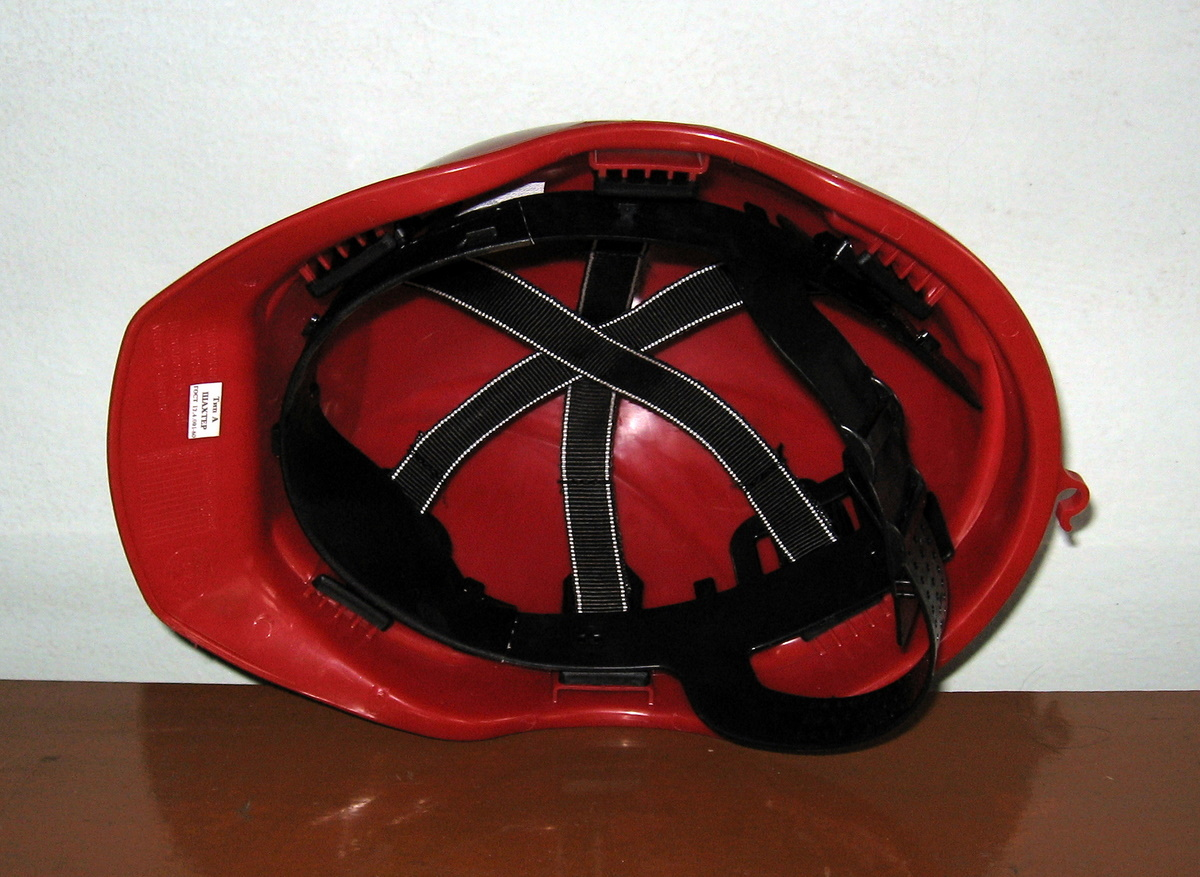
安全帽內的吸震系統
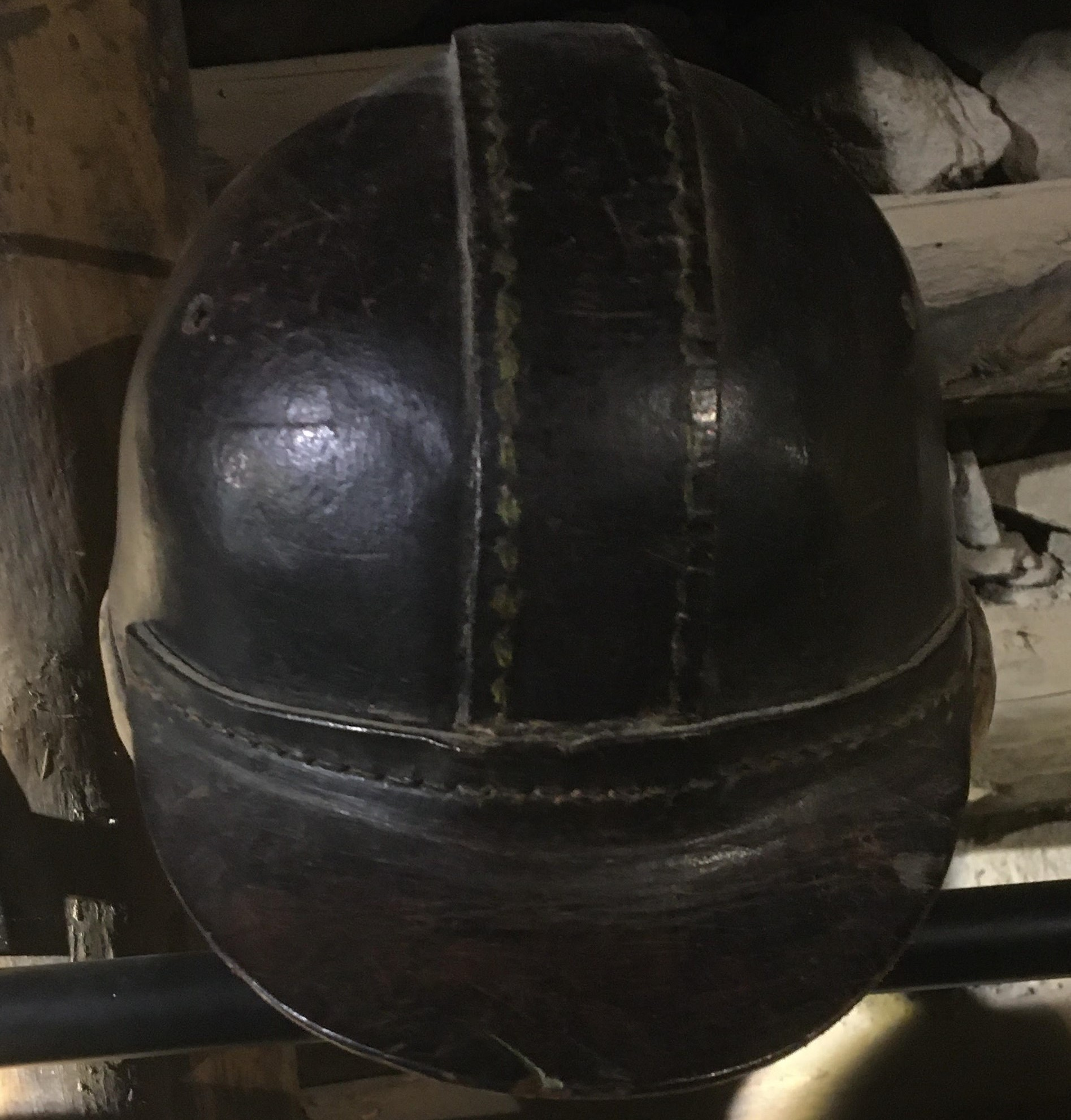
早期的皮製安全帽